# Roberta Bonatti
Roberta Bonatti (Piacenza, 5 luglio 1997) è una pugile italiana.

## Carriera
Formatasi pugilisticamente con la Salus et Virtus, Roberta Bonatti ottiene a livello giovanile la medaglia di bronzo 46 kg Junior ai Mondiali di categoria svolti ad Albena, in Bulgaria, nel 2013. Nel 2015 vince la medaglia d'argento ai campionati italiani assoluti e l'anno seguente conquista il suo primo titolo nazionale nei 48 kg.
Guadagna la medaglia d'argento nei 48 kg ai campionati dell'Unione europea 2017 che si sono tenuti a Cascia. Disputa i campionati mondiali di Nuova Delhi 2018 venendo eliminata ai sedicesimi di finale dei pesi mosca leggeri.
Nel 2019 entra a far parte del Centro Sportivo Carabinieri. Agli Europei di Alcobendas 2019 si aggiudica la medaglia di bronzo sempre nella stessa categoria di peso e ai Mondiali di Ulan-Udė si ferma ai quarti di finale. Nello stesso anno Bonatti porta a casa il terzo titolo italiano consecutivo.

## Palmarès
- Europei

Alcobendas 2019: bronzo nei 48 kg.
- Campionati dell'Unione europea

Cascia 2017: argento nei 48 kg.